# Hotel (iTunes Original)
Hotel (iTunes Original) – album z serii iTunes Originals Moby’ego, wydany w amerykańskim iTunes Store pod tytułem iTunes Originals – Moby 26 lipca 2005 roku. Dopiero później jego nazwa uległa zmianie na Hotel (iTunes Original). Składa się on z nowych aranżacji piosenek pochodzących z albumu Hotel oraz komentarzy artysty dotyczących dotychczasowej twórczości oraz życia prywatnego. Płyta jest wydawnictwem cyfrowym – nigdy nie była dostępna w sklepach.

## Lista utworów
1. „iTunes Originals” – 0:05
2. „God’s Gonna Cut You Down” – 3:43
3. „Growing Up Moby” – 3:53
4. „Go” – 3:46
5. „A Growing Disinterest in Dance Music” – 1:54
6. „Feeling So Real” – 5:05
7. „How Play Came to Be” – 1:03
8. „Find My Baby” – 3:57
9. „A Has Been Who Had Made Last Record” – 0:57
10. „Porcelain” – 4:00
11. „Stripping It Down” – 0:18
12. „Natural Blues” – 4:12
13. „10 Million People Can't Be Wrong” – 1:13
14. „Southside” – 3:34
15. „Making Music at Ground Zero” – 1:03
16. „Sunday (The Day Before My Birthday)” – 5:08
17. „A Very Specific Expression of Quantum Physics” – 0:41
18. „We Are All Made of Stars” – 3:47
19. „The Concept for the New Album” – 1:38
20. „Where You End” – 3:19
21. „I Wanted to Be a Singer” – 1:00
22. „Slipping Away” – 3:38
23. „A Strange Disconnect” – 1:01
24. „Love Should” – 3:01
25. „Hopefully I've Relaxed a Little Bit” – 1:21
26. „Spiders” – 4:51
27. „Very” – 5:18
28. „Eternally Grateful – 0:54
29. „Beautiful” – 3:35
30. „Dream About Me” – 3:09
31. „Lift Me Up” – 4:16